# کوین سوسمن
کوین سوسمن (انگلیسی: Kevin Sussman؛ زادهٔ ۴ دسامبر ۱۹۷۰) هنرپیشه اهل ایالات متحده آمریکا است. وی از سال ۱۹۹۸ میلادی تاکنون مشغول فعالیت بوده‌است.
از فیلم‌هایی که وی در آن نقش داشته‌است، می‌توان به تئوری بیگ بنگ، بتی بی‌ریخته، ساقدوش، هیچ، تابستان داغ و مرطوب آمریکایی، امید واهی و قاتلین  و بهتره‌با‌ساول‌تماس‌بگیری اشاره کرد.
وی بیشتر به دلیل بازی در سریال تئوری بیگ بنگ به عنوان استوارت بلوم شناخته می‌شود